# Nuria Brancaccio
Nuria Brancaccio (* 24. Juni 2000 in Torre del Greco) ist eine italienische Tennisspielerin.

## Karriere
Brancaccio begann im Alter von fünf Jahren mit dem Tennissport und bevorzugte Teppich als Spielbelag. Auf Turnieren der ITF Women’s World Tennis Tour gewann sie bislang sieben Einzel- und vier Doppeltitel. Weiters gewann Brancaccio 3 Doppeltitel auf der WTA-Challenger-Tour.

## Turniersiege

### Einzel
| Nr. | Datum           | Turnier                  | Kategorie | Belag | Finalgegnerin     | Ergebnis       |
| --- | --------------- | ------------------------ | --------- | ----- | ----------------- | -------------- |
| 1.  | 7. März 2021    | Antalya                  | ITF W15   | Sand  | Jang Su-jeong     | 7:5, 6:4       |
| 2.  | 15. Januar 2023 | Buenos Aires             | ITF W25   | Sand  | Julia Riera       | 6:4, 4:6, 7:5  |
| 3.  | 30. Juni 2024   | Tarvis                   | ITF W35   | Sand  | Dalila Spiteri    | 6:4, 6:2       |
| 4.  | 7. Juli 2024    | Rom                      | ITF W35   | Sand  | Varvara Lepchenko | 7:66, 6:1      |
| 5.  | 27. April 2025  | Santa Margherita di Pula | ITF W35   | Sand  | Nastasja Schunk   | 6:72, 6:4, 6:1 |
| 6.  | 13. Juli 2025   | Aschaffenburg            | ITF W50   | Sand  | Nikola Bartůňková | 4:6, 6:4, 6:4  |
| 7.  | 2. August 2025  | Cordenons                | ITF W75   | Sand  | Veronika Erjavec  | 6:2, 6:1       |

### Doppel
| Nr. | Datum              | Turnier                  | Kategorie      | Belag     | Partnerin            | Finalgegnerinnen                       | Ergebnis         |
| --- | ------------------ | ------------------------ | -------------- | --------- | -------------------- | -------------------------------------- | ---------------- |
| 1.  | 20. Juli 2019      | Tabarka                  | ITF W15        | Sand      | Federica Arcidiacono | Paula Arias Manjón Julyette Steur      | 6:4, 4:6, [10:6] |
| 2.  | 1. Februar 2020    | Monastir                 | ITF W15        | Hartplatz | Federica Rossi       | Miriam Kolodziejová Jesika Malečková   | 5:7, 6:3, [10:5] |
| 3.  | 4. Juni 2022       | Brescia                  | ITF W60        | Sand      | Lisa Pigato          | Schibek Qulambajewa Diāna Marcinkēviča | 6:4, 6:1         |
| 4.  | 14. Oktober 2023   | Santa Margherita di Pula | ITF W25        | Sand      | Eleonora Alvisi      | Anastasia Abbagnato Virginia Ferrara   | 6:2, 2:6, [10:6] |
| 5.  | 15. September 2024 | Ljubljana                | WTA Challenger | Sand      | Leyre Romero Gormaz  | Lina Gjorcheska Jil Teichmann          | 5:7, 7:5, [10:7] |
| 6.  | 3. November 2024   | Santa Cruz de la Sierra  | WTA Challenger | Sand      | Leyre Romero Gormaz  | Aliona Bolsova Walerija Strachowa      | 6:4, 6:4         |
| 7.  | 23. November 2024  | Charleston               | WTA Challenger | Sand      | Leyre Romero Gormaz  | Kayla Cross Liv Hovde                  | 7:66, 6:2        |